# Defiance of a Teenager
Defiance of a Teenager (10대의 반항 - Shipdae-eui banhang) là bộ phim Hàn Quốc năm 1959 đạo diễn bởi Kim Ki-young.

## Tóm tắt
Phim tình cảm nói về nhóm thanh thiếu niên phạm pháp dưới sự chỉ dẫn của một ông chủ tham nhũng.

## Diễn viên
- Hwang Hae-nam[3]
- Um Aing-ran
- Jo Mi-ryeong
- Ahn Sung-ki
- Hwang Jung-seun